# Wrecking Ball (Emmylou Harris)
Wrecking Ball è un album discografico in studio della cantante statunitense Emmylou Harris, pubblicato nel 1995 per la Asylum Records.
Nell'ambito dei Grammy Awards 1996 il disco ha vinto nella categoria "miglior album contemporary folk".

## Tracce
1. Where Will I Be? [con Daniel Lanois] (Daniel Lanois) – 4:15
2. Goodbye (Steve Earle) – 4:53
3. All My Tears (Julie Miller) – 3:42
4. Wrecking Ball (Neil Young) – 4:49
5. Goin' Back to Harlan (Anna McGarrigle) – 4:51
6. Deeper Well (David Olney, Lanois, Emmylou Harris) – 4:19
7. Every Grain of Sand (Bob Dylan) – 3:56
8. Sweet Old World (Lucinda Williams) – 5:06
9. May This Be Love [con Daniel Lanois] (Jimi Hendrix) – 4:45
10. Orphan Girl (Gillian Welch) – 3:15
11. Blackhawk (Daniel Lanois) – 4:28
12. Waltz Across Texas Tonight (Rodney Crowell, Emmylou Harris) – 4:46